# فينس هايز
فينس هايز (بالإنجليزية: Vince Hayes)‏ (24 مارس 1879 بمانشستر في المملكة المتحدة - ) هو مدرب كرة قدم ولاعب كرة قدم بريطاني (وحمل سابقاً جنسية المملكة المتحدة لبريطانيا العظمى وأيرلندا) في مركز الدفاع. لعب مع مانشستر يونايتد ونادي برينتفورد ونادي روتشديل والرابطة الحادية عشر لكرة القدم ‏ ونادي برادفورد بارك أفنيو.

## وصلات خارجية
- فينس هايز على موقع قاعدة بيانات كرة القدم.إي يو (الإنجليزية)
- فينس هايز على موقع أوليمبيديا (الإنجليزية)